# FC Porto (Handball)
Der Futebol Clube do Porto ist ein portugiesischer Multisportverein aus Porto, dessen Handballabteilung im Jahr 1943 gegründet wurde.

## Geschichte
Gegründet wurde der Gesamtverein am 28. September 1893 als Football Club do Porto. Im August 1906 wurde der Verein umbenannt in Futebol Clube do Porto und um Sportarten wie Leichtathletik, Cricket, Boxen und Schwimmen erweitert. Weitere Abteilungen wurden gegründet, so 1910 Gymnastik, 1926 Basketball und Hockey, 1928 Rugby, 1932 Handball, 1932 Tischtennis, 1940 Billard und Sportangeln, 1943 Volleyball, 1945 Radrennsport, 1951 Klettern und 1955 Eishockey.

### Feldhandball
In der Handballabteilung wurde zunächst nur Feldhandball gespielt. Der Verein gewann 29 Mal die Portugiesische Feldhandballmeisterschaft und ist damit Rekordmeister Portugals. Nachdem die Meisterschaft in der Saison 1974/75 letztmals ausgetragen worden war, wurde die Feldhandballabteilung Portos im Jahr 1979 aufgelöst.

### Hallenhandball
Die Hallenhandballabteilung wurde im Jahr 1943 gegründet. Besonders in den 1950er und 1960er Jahren gehörte der Verein mit neun Meisterschaften zu den Spitzenteams des Landes. Danach waren es die Vereine Sporting, Benfica und Belenenses aus Lissabon sowie Académico Basket Clube aus Braga, die die Meisterschaften unter sich ausmachten, Porto blieb mehrfach nur der zweite Platz. Im 1971 eingeführten portugiesischen Pokal, der Taça de Portugal, gelangen 1976, 1977, 1979 und 1980 die ersten Titelgewinne. Erst 31 Jahre nach der letzten Meisterschaft gewann Porto 1999 wieder die nationale Liga. 2012 stellte man mit dem 17. Titel den Rekord von Sporting ein und ist seit 2013 alleiniger portugiesischer Rekordmeister.
International gelang zweimal der Einzug ins Viertelfinale im Europapokal der Pokalsieger (2001, 2002). Im EHF-Pokal 2018/19 scheiterte Porto erst im Halbfinale und belegte den dritten Platz. In der EHF Champions League erreichte die Mannschaft zuletzt zweimal das Achtelfinale. In der Gruppenphase 2019/20 gelangen unter anderem Siege über Vive Kielce, beim THW Kiel und bei Montpellier Handball. In der Gruppenphase 2021/22 gelangen unter anderem Siege gegen Kielce, SG Flensburg-Handewitt sowie Unentschieden gegen FC Barcelona und KC Veszprém.

### Erfolge
- 29× Portugiesische Feldhandballmeisterschaften:
  - 1939, 1940, 1941, 1942, 1943, 1944, 1945, 1947, 1949, 1950, 1951, 1952, 1953, 1954, 1955, 1956, 1957, 1958, 1959, 1960, 1967, 1968, 1969, 1970, 1971, 1972, 1973, 1974, 1975
- 24× Portugiesische Hallenhandballmeisterschaften:
  - 1954, 1957, 1958, 1959, 1960, 1963, 1964, 1965, 1968, 1999, 2002, 2003, 2004, 2009, 2010, 2011, 2012, 2013, 2014, 2015, 2019, 2021, 2022, 2023
- 9× Portugiesischer Pokalsieger:
  - 1976, 1977, 1979, 1980, 1994, 2006, 2007, 2019, 2021
- 8× Portugiesischer Supercupsieger:
  - 1994, 1999, 2000, 2002, 2009, 2014, 2019, 2021
- 3× Portugiesischer Ligapokalsieger:
  - 2004, 2005, 2008

## Personen

### Kader 2025/26
| Nr. | Land       | Spieler                     | Position | Geb.       |
| --- | ---------- | --------------------------- | -------- | ---------- |
| 12  | Schweden   | Sebastian Abrahamsson       | TW       | 13.05.1990 |
| 23  | Portugal   | Bernardo Sousa              | TW       | 23.02.2006 |
| 33  | Portugal   | Diogo Marques Rêma          | TW       | 17.03.2004 |
| 05  | Island     | Þorsteinn Leó Gunnarsson    | RL       | 13.11.2002 |
|     | Spanien    | Pol Valera Rovira           | RM       | 19.09.1998 |
| 09  | Portugal   | Miguel Oliveira             | RL       | 13.01.2004 |
| 13  | Kuba       | Freddy Álvarez              | RL       | 12.06.2005 |
| 14  | Portugal   | Rui Silva                   | RM       | 28.04.1993 |
| 15  | Portugal   | Daymaro Salina              | KM       | 01.09.1987 |
| 18  | Portugal   | Vasco Costa                 | RL       | 02.12.2005 |
| 19  | Spanien    | Mamadou Diocou              | RR       | 10.03.2000 |
| 21  | Portugal   | Leonel Fernandes            | LA       | 12.03.1998 |
| 24  | Spanien    | Antonio Martínez Llamazares | RA       | 17.05.2003 |
| 28  | Portugal   | José Luís Ferreira          | RA       | 24.06.2005 |
| 37  | Schweden   | Linus Persson               | RR       | 16.04.1993 |
| 44  | Kolumbien  | Jesús Hurtado               | KM       | 16.05.2002 |
| 71  | Portugal   | Pedro Oliveira              | LA       | 04.07.2002 |
| 86  | Portugal   | Ricardo Brandão             | KM       | 28.04.2004 |
| 92  | Frankreich | Timmy Petit                 | KM       | 16.10.2000 |

### Trainer seit 2001
- Hrvoje Đebić

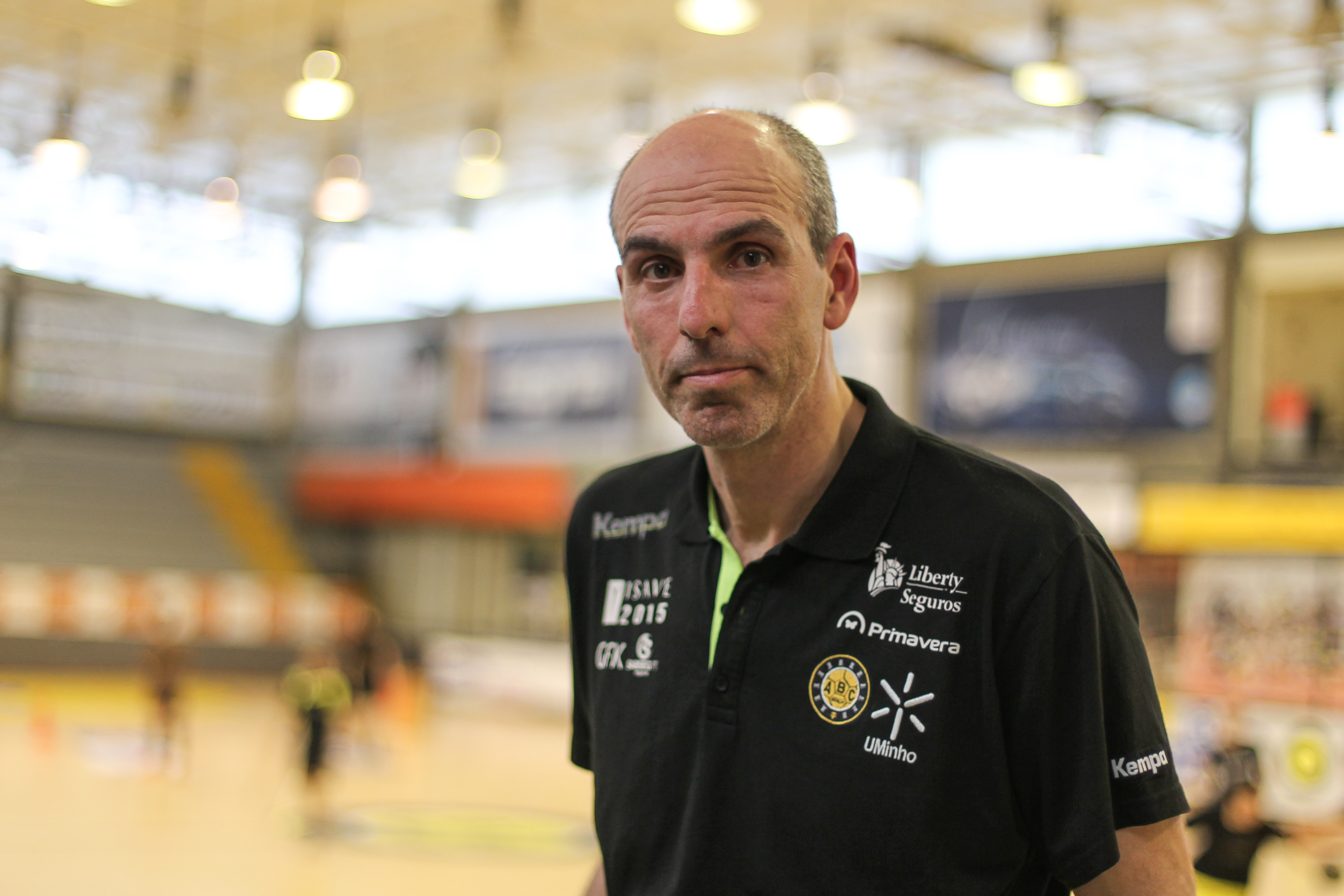
Carlos Resende

- Branislav Pokrajac (2001–2002/03)
- Paulo Pereira (2002/03–2006)
- Carlos Resende (2006–2009)
- Ljubomir Obradović (2009–2015)
- Ricardo Martins da Costa (2015–2017)
- Lars Walther (2017–2018)
- Magnus Andersson (2018–2023)
- Carlos Resende (2023–2024)
- Magnus Andersson (seit 2024)

### Bekannte ehemalige Spieler
- Thomas Bauer
- / Alexis Borges
- Eduardo Filipe Coelho
- Francisco Costa
- Martim Costa
- David Davis
- Wilson Davyes
- Gilberto Duarte
- João Ferraz
- Diogo Ferreira
- Álvaro Ferrer Vecilla
- André Gomes
- / Ángel Hernández Zulueta
- Dragan Jerković
- Michal Kasal
- Hugo Laurentino
- Ricardo Martins da Costa
- Miguel Martins
- Djibril M’Bengue
- Ricardo Moreira
- Sérgio Morgado
- Nenad Malenčić
- Vladimir Petrić
- / Alfredo Quintana Bravo (Die Rückennummer 1 wird seit seinem Tod nicht mehr vergeben)
- Milorad Reljić
- Carlos Resende
- Tiago Rocha
- Mick Schubert
- Marko Matić
- Ivan Slišković
- Manuel Späth
- Pedro Spínola
- Márton Székely